# Удар крыла
«Удар крыла» — рассказ Владимира Набокова, относящийся к русскому периоду его творчества. Был написан в 1923 году и опубликован (под псевдонимом В. Сирин) в 1924 году.

## Сюжет и история текста
Действие рассказа происходит на швейцарском горнолыжном курорте. Главный герой по фамилии Керн решает через год после ухода и самоубийства жены покончить с собой, но вскоре снова чувствует волю к жизни благодаря встрече с Изабель. Он сталкивается с отвратительным мохнатым ангелом, которое, по-видимому, изнасиловало Изабель, и побеждает его в борьбе, но на следующий день ангел убивает девушку ударом своего крыла.
«Удар крыла» был написан в октябре 1923 года) и увидел свет в январе 1924 года в эмигрантском журнале «Русское эхо». В 1996 году он впервые был опубликован в России, в 11-м номере журнала «Звезда».
По мнению биографа Набокова Брайана Бойда, «Удар крыла» заметно менее удачен, чем написанный чуть раньше рассказ «Звуки».